# Acilacris furcatus
Acilacris furcatus är en insektsart som beskrevs av Naskrecki 1996. Acilacris furcatus ingår i släktet Acilacris och familjen vårtbitare. Inga underarter finns listade i Catalogue of Life.